# Hendrik Faydherbe
Hendrik Faydherbe (talvolta citato come Henri Fayd'herbe; Malines, 1574 – Malines, 30 aprile 1629) è stato uno scultore e poeta fiammingo.

## Biografia
Figlio di Antoon Faydherbe, un birraio, all'età di quindici anni fu apprendista di Melchior d'Assonville nella Corporazione di San Luca a Malines. Divenne un libero artista il 17 luglio 1599 e fino al 1604 ebbe una bottega a Malines. I tempi duri lo costrinsero a cercare un lavoro ad Anversa. Nel 1620 fece ritorno a Malines, dove fu "factor" nella casa della retorica (Corporazione di poeti e drammaturghi) Peoene. Due dei suoi poemi, firmati con lo pseudonimo di Selden rust si trovano nel libro De Schadt-kiste der philosophen ende poeten  Morì il 30 aprile 1629.
Suo figlio, Lucas Faydherbe, fu un influente scultore barocco e suo fratello Antoon Faydherbe e sua sorella Maria Faydherbe furono scultori anch'essi.